# 프렌치 키스 2
프렌치 키스 2(Jet Lag, Decalage Horaire)는 영국에서 제작된 다니엘르 톰슨 감독의 2002년 코미디, 멜로/로맨스 영화이다. 장 르노 등이 주연으로 출연하였고 알랭 사르드 등이 제작에 참여하였다.

## 출연

### 주연
- 장 르노
- 줄리엣 비노쉬

### 조연
- 세르지 로페즈
- 스칼리 딜페이랫
- 루시 해리슨
- 카린 벨리
- 나디지 비우슨-디아그네

## 제작진
- 음향: 알렉시스 플레이스
- 미술: 미쉘 애브 바니어
- 의상: 엘리자베스 타베르니에
- 배역: 제라르 모우레브리에르